# Internet Infidels
Internet Infidels, Inc. est une organisation éducative à but non lucratif basée à Colorado Springs dans le Colorado. L'association a été fondée en 1995 par Jeffery Jay Lowder et Brett Lemoine. Sa mission est d'utiliser internet pour promouvoir le fait que les forces ou entités surnaturelles n'existent pas.
Internet Infidels tient un site web très fréquenté disposant de ressources sur l'agnosticisme, l'athéisme, la libre-pensée, l'humanisme, le sécularisme, et d'autres points de vue non-théistes utiles aux non-croyants et aux sceptiques. Certaines sources disponibles sur le site viennent contredire les arguments de certains religieux ou philosophes théistes, décrivent des débats entre croyants et non-croyants, et des réactions d'opposants du point de vue naturaliste. Le site est décrit par le chrétien Gary Habermas comme « l'un des sites web principaux pour les sceptiques » et par le sceptique Taner Edis comme « un site web majeur à destination des non-croyants ».
Son slogan est « une goutte de raison dans une mare de confusion ».